# Групни притисак
Групни притисак (или социјални притисак) је утицај групе вршњака, посматрача или индивидуални вршилац који охрабрује друге да промене њихове ставове, вредности, или понашања да буду у складу са утицајном групом или индивидуом. Социјалне групе које су погођене укључују и удружења у којима су појединци званични чланови (као што су политичке странке или синдикати), или групе у којима чланство није јасно дефинисано. Али, појединац не мора да буде члан неке групе или да настоји да буде члан неке групе да би био погођен вршњачким притиском. Он може да препозна дисоцијативне групе које жели да избегне, према томе да се понаша супротно нормама групе.

## У младости
Вршњаци постају веома важан утицај на понашање током адолесценције, и вршњачки притисак се још назива ознака адолесценског искуства. Вршњачки конформизам код младих људи је често изговаран са поштовањем стила, укуса, изгледа, идеологије, и вредности. Вршњачки притисак је често повезан са епизодама преузимања ризика адолесцената, јер се ове активности обично јављају у друштву вршњака. Припадност пријатељима који преузимају ризична понашања показало се као јак предсказатељ понашања неког адолесцента. Вршњачки притисак такође може да има позитивне ефекте када су млади под притиском од стране њихових вршњака према позитивном понашању, као што је волонтирање у хумане сврхе или напредовање у студијама. Важност вршњака опада услед уласка у зрело доба.
Док социјално прихваћена деца често имају највише прилика и позитивних искустава, истраживање показује да бити у популарној групи може бити такође ризични фактор за благо до умерено девијантно понашање. Популарни адолесценти су највише социјализовани у њиховим вршњачким групама и тако су рањиви на вршњачки притисак, као што је понашање обично карактеристично за оне са већом зрелости и разумевањем. Социјално прихваћена деца су често прихваћена за чисте чињенице да се добро прилагођавају нормама тинејџерске културе, укључујући добре и лоше аспекте. Популарни адолесценти су много више повезани са њиховим вршњачким интересовањима као што су алкохол, цигаре и дрога. Неке студије такође показају да многи популарни студенти имају ниже оцене него мање друштвено прихваћена деца. Ово је вероватно због чињенице да популарни студенти проводе више времена бринући о њиховом социјалном животу, или једноставно обраћају пажњу на њихов социјални, пре него на учење. Иако ту постоји довољно ризичних фактора повезаних са популарношђу, девијантно понашање је често једино благо ка умереном. Без обзира, социјално прихватање обезбеђује више укупних протективних фактора него ризичних фактора.

### Употреба супстанци и адолесценти
Вршњачки притисак је опште познат као главни сарадник иницирања употребе супстанци, нарочито у адолесценцији Ово је приказано преко супстанци, укључујући никотин, и алкохол. Док је ова веза чврсто установљена, фактори посредовања заиста постоје. На пример, родитељски надзор је негативно повезан са употребом супстанци али када постоји мали надзор, адолесценти чешће подлежу вршњачкој принуди током иницирања употребе супстанци али не током транзиције из експерименталног у регуларно коришћење. Калдвел и колеге су прошириле овај рад налазећи да је вршњачки притисак водећи фактор до појачаног ризика у контексту социјалног окупљања, малог надзора родитеља, иако их је појединац пријавио као рањиве на вршњачки притисак. Обрнуто, нека истраживања су приметила да вршњачки притисак може да буде заштитни фактор против употребе супстанци..
Коришћење супстанци се вероватно не примењује у вршњачком притиску само. Доказ генетске предиспозиције за коришћење супстанце постоји и неки су почели да испитују ген X интеракција из окружења за утицај притиска. У националном репрезентативном узорку, адолесценти који су имали генетске предиспозиције чешће су имали добре пријатеље који су били тешки корисници супстанци и штавише, чешће су рањиви на штетан утицај тих пријатеља. Резултати истраживања специфичног кандидате гена били су помешани. На пример, у истраживању коришћења никотина Џонсон и колеге су откриле да вршљачко пушење има мањи ефекат на никотинску зависност за оне са високим ризиком алеле (CHRNA5). Ово указује да социјални контексти не играју значајну улогу у коришћењу супстанци покретању и одржавању како год било за друге и да би интервенције за ове појединце требало да буду развијене узимајући ово у обзир.
Иако је утицај притиска утицао у адолесценцији, било је нејасно у којим годинама овај ефекат почиње да се умањује. Прихваћено је да такав вршњачки притисак коришћења алкохола или незаконитих супстанци мање вероватно постоји у основним школама и веома младим адолесцентима узимајући у обзир ограничен приступ и изложеност. Користећи скалу отпора на вршњачки утицај, Сумнтер и колеге су открили да отпорност на вршњачки притисак расте са повећањем година у великим студијама од 10 до 18 година. Ово истраживање такође открива да су девојке генерално више отпорније на вршњачки утисак од дечака, нарочито у средишњој адолесценцији (13-15 година). Већа рањивост на вршњачки притисак за дечаке тинејџере даје смисао с обзиром да више процентуално супстанце користе мушки тинејџери. За девојке, повећан и позитивно родитељско понашање ( родитељска подршка, константна дисциплина) су се показале као важан допринос да се одупре вршњачком притиску коришћења супстанци.
Вршњачки утицај производи широк спектар негативних исхода. Ален и колеге су показали да је осетљивост на вршњачки притисак у 13-ој и 14-ој години предсказујући не само будућег одговора на вршњачки притисак, већ и ширег реда функционисања. Напомена, коришћење супстанце је такође предсказано вршљачким притиском осетљивости као што је велика осетљивост предсказана већим коришћењем алкохола и дроге.

#### Превенција и интервенција
Програми превенције и интервенције коришћења супстанци су искористили многобројне технике да би се изборили са утицајем који има притисак вршњака. Једна битна техника је, логично, развијање отпорности на утицај вршњака. Познати узајамни односи између коришћења супстанце и односа са другима који користе супстанцу, чини развијање отпорности логично најбољом терапијом. Ова врста тренинга би требало да помогне индивидуама да одбију коришћење супстанце, а да у исто време одрже чланство у вршњачкој групи. Друге врсте интервенције подразумевају приступе нормативне едукације (интервенција намењена да прикаже студентима истинску распрострањеност болести и колико је у ствари прихватљиво коришћење одређене супстанце), образовне интервенције, које подижу свесност/ниво информисаности о могућим опасностима које носи коришћење одређене супстанце, подижу ниво информисаности о алкохолу и помажу у контролисању понашања у учионици. Литература везана за ефикасност ових приступа је ипак доста измешана.

### Притисак вршњака и сексуални однос
Постоје докази који подржавају тврдњу да ставови родитеља, који не одобравају одређено сексуално опредељење, воде ка мањем нивоу непланиране трудноће адолесцената. Ове разлике не зависе само од става родитеља, већ и од комуникације са њима.

## Ашов конформизам
Експерименти Ашовог конформизма су у ствари низ лабораторијских пројеката објављених 1950-их, који су показали изненађујући ниво конформизма према мишљењу већине. Ти експерименти су такође познати као Ашова Парадигма.
Експерименти вођени од стране Соломона Аша са Свартмор колеџа, су укључили групе студената који су замољени да учествују у тесту који ће им проверити вид. У току тог теста, особа која је вршила експеримент је показала две карте - једна карта је показивала три линије бројева различитих дужина, док је друга карта приказивала само једну линију. Од учесника је тражено да наглас изговоре шта мисле која од три линије одговара дужини линије са друге карте. Ипак, сви учесници осим једног су у ствари били сарадници експеримента (глумци постављени од стране Еша), и експеримент је у ствари требало да покаже како ће тај преостали студент реаговати на понашање сарадника.
Према упутима сарадници су некада намерно давали очигледно нетачне одговоре. Упркос очигледној грешци, учесници су осетили притисак да се прилагоде друштву, те су погрешно одговорили у 36,8% случајева. У ствари, 76.4% учесника је одговорило нетачно барем једном, што је огромна разлика у односу на 5%, који је резултат експеримента у контролисаним условима (када је учесник био сам).
Резултати Ешове студије, као и многих других репликација студије, имају доста импликација на факторе који утичу на притисак вршњака.

## Фактори који повећавају вероватноћу прилагођавања
Форсајт (2009) је одредио више фактора који повећавају вероватноћу прилагођавању вршњачког притиска.
- Једногласност - када сви чланови групе раде исту радњу, индивидуа ће се вероватно више прилагодити.
- Величина групе - вероватноћа прилагођавања се повећава како се и група повећава, са тим да је прилагођавање највеће у групи од седам особа (мада разлике вероватноће прилагођавања измедју групе од три и групе од седам особа статистички нису битне).
- Независност одлуке - ако чланови групе донесу одлуку независно, људи ће се више прилагодити, него када су одлуке донете на нивоу групе.
- Пол - жене имају већу вероватноћу да се прилагоде него мушкарци, посебно у ситуацијама лице у лице, где нема анонимности (Норд, 19679; Хејр, 1976).
- Култура - чланови источних (колективистичких) култура ће се више прилагођавати него њихови западњачки парнери, посебно када на њих утиче члан породице или пријатељ.
- Старост - конформизам се повећава са годинама, до зрелости када људи показују више независности при доношењу одлука.
- Ауторитарност - особе које показују више поштовања и више се покоравају ауторитетима имају већу вероватноћу да се понашају у складу са друштвеним нормама.
- Редослед рођења - прворођена деца имају већу вероватноћу да се прилагоде него деца рођена касније.
- Интелигенција - људи који покажу слабије резултате на  тестовима имају већу вероватноћу да се прилагоде, него људи који покажу боље резултате на  тестовима.
- Самопоуздање - индивидуе које имају самопоуздање на средњем или високом нивоу имају мању вероватноћу да ће подлећи притиску вршњака, него индивидуе са слабим самопоуздањем.

## Узвраћање на вршњачки притисак
Постоје четири могућа одговора на притисак вршњака:
- Повиновање - неслагање са мишљењем/радњом групе, али упркос томе пристајање на те идеје/мишљења.
- Мењање - мењање личног става или мишљења да би се сложио/ла са мишљењем групе
- Слагање - слагање са мишљењем/радњом групе од самог почетка.
- Неприлагођавање - или остајање незавиним (тј. не подлећи притиску групе и задржати своје лично мишљење), или анти-конформизам (намерно изражавање мишљења супротног статусу qуо).

## Трећи талас
Трећи талас је био експеримент, који је спровео професор историје Рон Џонс са својим ученицима друге године средње школе који су похађали његов предмет Савремене Историје, којим се покушало приказати привлачност фашизма. Експеримент се одржао у Каберли средњој школи у граду Пало Алто, Калифорнија, током прве недеље априла 1967. г. Џонс, како није могао да објасни својим ученицима зашто Немци тврде да нису знали за истребљивање Јевреја, одлучио је да им покаже. Џонс је оформио покрет назван "Трећи талас" и убедио своје ученике да је циљ покрета да уништи демократију. Чињеница да демократија ставља акценат на индивидуу је сматрана маном демократије, и Џонс је нагласио тај главни циљ покрета мотом: "Снага кроз дисциплину, снака кроз заједницу, снага кроз акцију, снага кроз понос". Експеримент "Трећи талас" је пример понашања у ситуацији ауторитарног вршњачког притиска.

## Алатка за вође
То је један од корисних инструмента вођа. Уместо да траже од других резултате и постављају задатке, послодавци су у овом случају подстакнути да сами доносе иновације и да сами себи буду довољни. Постоји више начина на које се вршњачки притисак може ускладити са радном околином. Примери укључују тренинг и групне састанке . У тренингу, члан групе је у контакту са људима који су на једнаким или сличним функцијама у другим организацијама. На групним састанцима, постоји имплицитно поређење између сваког члана групе, посебно ако је циљ агенде састанка да представи резултате и одреди циљ.

## Нервни механизми
Неуровизуализација идентификује предњу инсулу и предњу сингулату као главне регије у мозгу које одређују да ли ће људи прилагодити своје приоритете у зависности од њене популарности медју вршњацима.

## Објашњење
Како процес вршњачког притиска функционише, звано "ефекат мењања идентитета", је објаснио социо-психолог Венди Трејнор, који је заједно са Леоном Фестинџером спојио првобитне две социо-психолошке теорије (когнитивне дисонанце, која се бави унутрашњим конфликтом, и социјалног поређења, која се бави спољашњим конфликтом) у једну. Према Треyнор-овој оригиналној хипотези "ефекат мењања идентитета", процес вршњачког притиска делује на следећи начин: стање хармоније једне особе је поремећено када је суочена са могућношћу спољашњег конфликта (одбацивање друштва) због неуспевања прилагођавања стандардима групе. Зато се особа прилагођава стандарду групе, али чим то уради, уништивши при том спољашњи конфликт, унутрашњи конфликт се појавјује (јер је особа прекршила своје личне стандарде). Да би се особа ослободила унутрашњег конфликта (одбијање самога себе), спроводи се "мењање идентитета", где особа усваја стандарде групе као своје личне, и тако елиминише унутрашњи конфликт (уз већ елиминисани спољашњи конфликт), враћајући се на првобитно стање хармоније. Иако процес вршњачког притиска почиње и завршава се стањем хармоније (нема конфликта), као резултат конфликта и процеса решавања конфликта, особа завршава са новиј идентитетом - новим склопом личних стандарда.